# Russell Fern McRae
Russell Fern McRae, kanadski letalski častnik, vojaški pilot in letalski as, * 5. december 1896, Niagara Falls, Ontario, † 16. maj 1982.
Poročnik McRae je v svoji vojaški službi dosegel 5 zračnih zmag.

## Življenjepis
5. junija 1917 je vstopil v Kraljevi letalski korpus.